# Marovato (Boriziny)
Pour les articles homonymes, voir Marovato.
Marovato est une commune urbaine malgache située dans la partie ouest de la région de Sofia.

## Économie
Production de riz.